# Sara Dauder Ferrer
Sara Dauder Ferrer (Badalona, 31 de desembre de 1959) és una exjugadora i entrenadora de bàsquet catalana. Va ser jugadora del Club Joventut de Badalona i del Bàsquet Club Palafrugell. Tant en un equip com en un altre va assolir diferents campionats i ascensos. Va entrenar diferents equips de base tant en un club com en l'altre i va ser directora de l'escola de bàsquet i coordinadora dels jocs escolars de Palafrugell. L'any 1977 va ser escollida millor jugadora júnior de Badalona i l'any 1993, millor entrenadora amateur de Palafrugell a la Nit de l'Esport. Durant la temporada 1983-1984 va assolir rècords d'anotació en un sol partit anotant 62 punts contra el Club Bàsquet Lloret i 71 contra el Llagostera.